# Шемахинское сельское поселение
Шемахинское се́льское поселе́ние — упраздненное в 2024 муниципальное образование в Нязепетровском районе Челябинской области Российской Федерации. В рамках административно-территориального устройства муниципальному образованию  соответствовала административно-территориальная единица Шемахинский сельсовет.
Административный центр — село Шемаха.

## История
Статус и границы сельского поселения установлены Законом Челябинской области от 13 сентября 2004 года № 266-ЗО «О статусе и границах Нязепетровского муниципального района, городского и сельских поселений в его составе».
Упразднено Постановлением Губернатора Челябинской области от 22.01.2024 № 9.

## Население
| 2002  | 2010  | 2011  | 2012  | 2013  | 2014  | 2015  |
| ----- | ----- | ----- | ----- | ----- | ----- | ----- |
| 3105  | ↘2381 | ↘2374 | ↘2312 | ↘2268 | ↘2210 | ↘2168 |
| 2016  | 2017  | 2018  | 2019  | 2020  | 2021  |       |
| ↘2126 | ↘2072 | ↘2037 | ↘1990 | ↘1949 | ↘1666 |       |

## Состав сельского поселения
| № | Населённый пункт | Тип населённого пункта          | Население |
| - | ---------------- | ------------------------------- | --------- |
| 1 | Арасланово       | посёлок железнодорожной станции | ↘481      |
| 2 | Арасланово       | село                            | ↘711      |
| 3 | Межевая          | деревня                         | ↘85       |
| 4 | Сказ             | посёлок железнодорожной станции | ↘151      |
| 5 | Ташкинова        | деревня                         | ↘240      |
| 6 | Шемаха           | село, административный центр    | ↘713      |

#### Упраздненные населённые пункты
Голдыревка — упразднённая в 1995 году деревня

## ООПТ
На территории поселения находятся 3 особо охраняемые природные территории Челябинской области:
- Участок реки Уфа между Тимофеевым и Зайкиным камнями;
- Дубовая роща в окрестностях села Шемаха;
- Шемахинское карстовое поле.